# Broderie anglaise

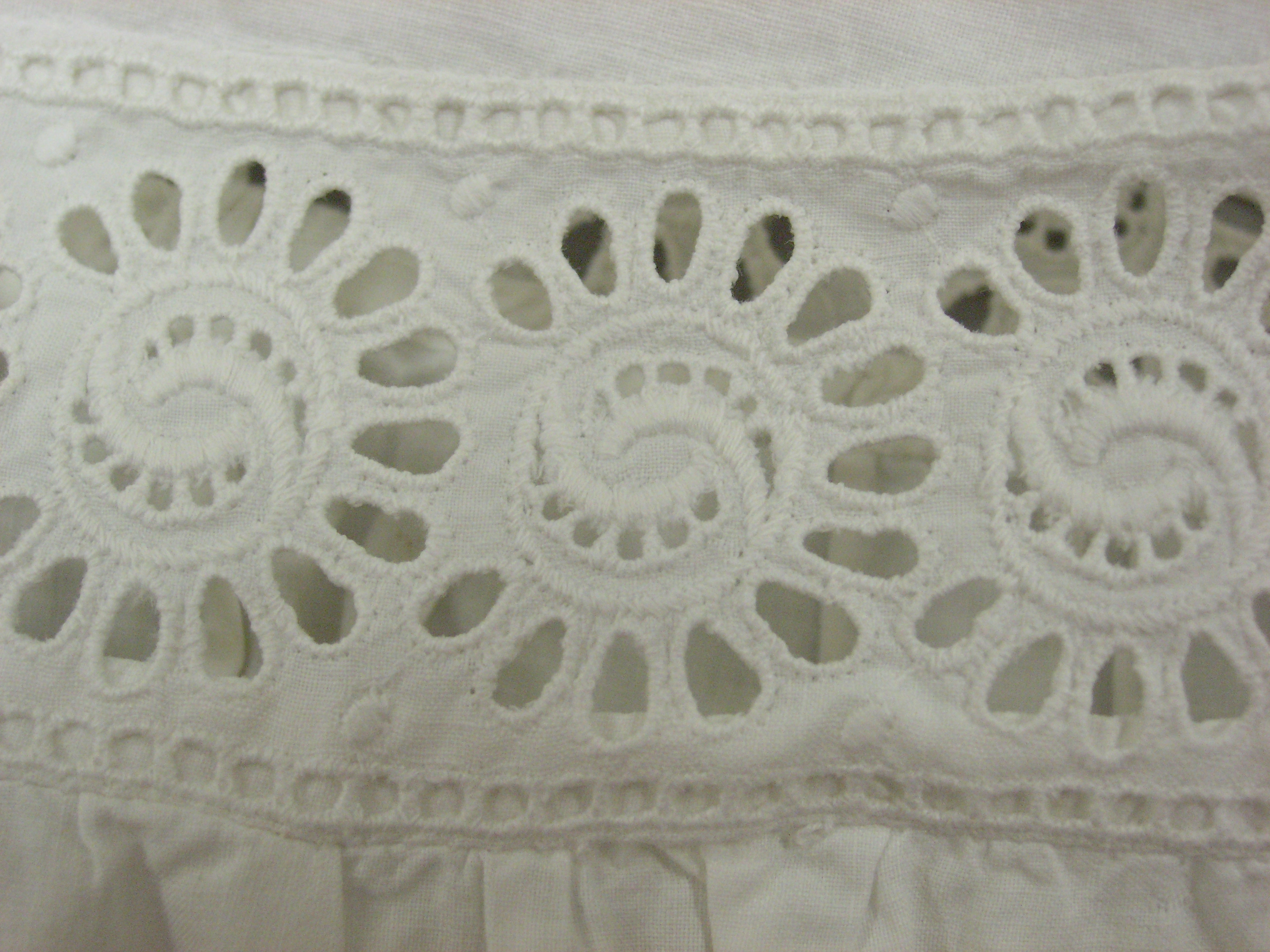
Ondergoed, ca. 1890 tot 1920, Australië

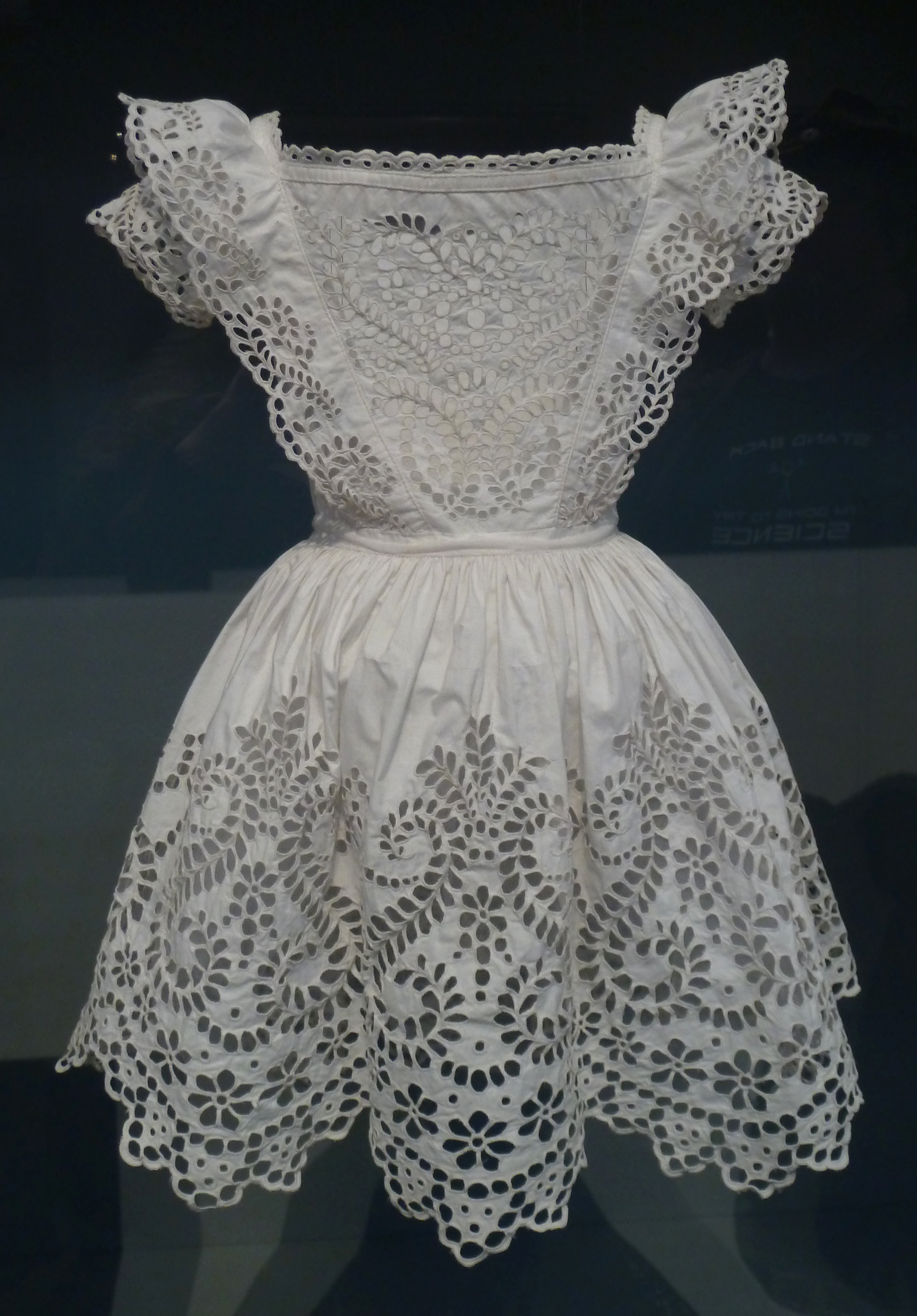
Jongensjuk, wit geweven katoen in platbinding met broderie anglaise, waarschijnlijk Engels, c. 1855, Los Angeles County Museum of Art

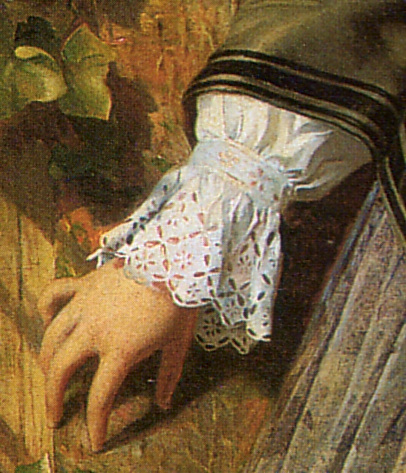
Manchet met broderie anglaise, detail van het schilderij Gebroken Eed door Philip Hermogenes Calderon

Broderie anglaise (letterlijk "Engels borduurwerk"), gaatjesborduurwerk of opengewerkt witwerk, is een handwerktechniek in wit met kenmerken van borduren, opengewerkt borduurwerk en naaldkant die in de 19e eeuw in Engeland populair was. Als basisstof wordt meestal katoen gebruikt, of een mengsel van katoen en polyester, maar ook wel fijn linnen. De techniek kan echter ook worden toegepast op een dikker materiaal, zoals denim.
De kleur was oorspronkelijk wit of ecru, waarbij het borduurgaren dezelfde kleur heeft. Later werden meer kleuren gebruikt, vaak pasteltinten, maar ook wel donkere kleuren tot zwart aan toe.

## Geschiedenis en techniek
Broderie anglaise wordt gekenmerkt door patronen die zijn samengesteld uit ronde of ovale gaatjes, die uit de stof worden gesneden en vervolgens worden afgehecht met de knoopsgatensteek. De patronen, die vaak ontleend zijn aan bloemen, bladeren, wijnstokken of stengels, worden verder geaccentueerd met eenvoudige borduursteken op het omringende materiaal, dat niet is weggeknipt. Latere vormen van broderie anglaise gebruikten ook kleine onderdelen die in satijnsteek  werden aangebracht.
De techniek is ontstaan in het 16e-eeuwse Oost-Europa - waarschijnlijk in wat nu de Tsjechische Republiek is. Omdat de techniek zo populair was in Engeland heeft het de naam broderie anglaise gekregen. Tijdens het Victoriaanse tijdperk waren er diverse manieren om broderie anglaise te maken. Getekende patronen werden overbracht op de stof. Kleinere gaten geponst met een borduurstiletto, waarna de rand werd afgewerkt; in andere gevallen werd de stof eerst geborduurd, waarna het gat er met een schaar in werd aangebracht. De fabricage was toen zeer arbeidsintensief.
Vanaf de jaren 1870 konden de ontwerpen en technieken van broderie anglaise worden gekopieerd door de Zwitserse borduurmachines.
In de 21e eeuw wordt het meeste broderie anglaise machinaal geproduceerd en is het als ruw materiaal te koop om te verwerken in kleding. Het ponsen van de basisstof wordt met lasers op borduurmachines uitgevoerd. Veel van het materiaal wordt gemaakt in Madeira. Daar zijn in het tweede decennium van deze eeuw ongeveer 30 bedrijven, die ca. 4.500 werknemers in dienst hebben.

## Mode en populaire cultuur
Broderie anglaise was in Engeland tussen 1840 en 1880 enorm populair voor damesondergoed en voor kinderkleding. In de jaren 1950 nam de populariteit weer toe, toen het vaak werd gebruikt om jurken en ondergoed af te werken. In 1959 droeg Brigitte Bardot een jurk van gingang en broderie anglaise tijdens haar huwelijk met Jacques Charrier.

## Toepassingen
In de westerse mode van de eenentwintigste eeuw komt het voor op vele kledingstukken, nachtkleding, zomerjurken, blouses, randen van huishoudtextiel, bovendelen van zomerschoenen (en als luxeartikel) borduurwerk op fijn leer. Zelfs op korte broeken, zakdoeken en T-shirts wordt het inmiddels goedkope materiaal toegepast. Vanwege het fijne uiterlijk wordt het ook in babykleertjes gebruikt of voor de bekleding van een wieg.